# Nikólskoie (Oriol)
Nikólskoie (en rus: Никольское) és un poble a l'óblast d'Oriol, a Rússia, segons el cens del 2010 no tenia cap habitant. Pertany al districte municipal de Verkhóvie.